# Лібералізм (міжнародні відносини)
Лібералізм — це напрямок теорії міжнародних відносин, який ґрунтується на трьох основних взаємопов'язаних принципах:
- Відмова від політики сили як єдине можливе рішення для майбутнього міжнародних відносин; Літералізм ставить під сумнів принципи безпеки/війни реалізму
- Взаємовигоди та міжнародна співпраця
- Роль міжнародних організацій і неурядових акторів у формуванні державних уподобань і вибору політики[1]

Ця школа думок наголошує на трьох факторах, які сприяють більшій співпраці та меншій кількості конфліктів між державами:
- Міжнародні інституції, такі як Організація Об'єднаних Націй, які є способом вирішення суперечок ненасильницьким шляхом;
- Міжнародна торгівля, тому що, коли економіка країн взаємопов'язана через торгівлю, вони з меншою ймовірністю вступатимуть у війну одна з одною;
- Поширення демократії, оскільки добре влаштовані демократичні держави не воюватимуть одна з одною, тому, якщо з плином часу в світі будуть збільшуватися кількість країн з демократичним режимом, кількість вієн між державами зменшиться

Ліберали вважають, що міжнародні інституції відіграють ключову роль у співпраці між державами через взаємозалежність. Виділяють три основні компоненти взаємозалежності. Держави взаємодіють різними способами, безпека, як правило, не є основною метою співпраці між державами; і військові сили зазвичай не використовуються. Ліберали також стверджують, що міжнародна дипломатія може бути дуже ефективним способом змусити держави взаємодіяти одна з одною чесно та підтримувати ненасильницькі рішення проблем. За наявності відповідних інституцій і дипломатії ліберали вірять, що держави можуть працювати разом, щоб максимізувати процвітання та мінімізувати конфлікти.
Лібералізм є однією з основних шкіл теорії міжнародних відносин. Це слово походить від латинського liber, що означає «вільний», спочатку посилаючись на філософію свободи. Його коріння лежать у ширшій ліберальній думці, що походить від Просвітництва. Центральними питаннями, які вона прагне вирішити, є проблеми досягнення міцного миру та співпраці в міжнародних відносинах, а також різні методи, які можуть сприяти їх досягненню.
Прихильники лібералізму часто вірять у поширення демократії через співпрацю.

## Напрямки Вивчення
Широкі сфери дослідження ліберальної теорії міжнародних відносин включають:
- Теорія демократичного миру та, ширше, вплив типів внутрішніх політичних режимів і внутрішньої політики на міжнародні відносини;[6][7]
- Теорія комерційного миру, яка стверджує, що вільна торгівля має заспокійливий вплив на міжнародні відносини. Сучасні дослідження глобалізації та взаємозалежності є ширшим продовженням цієї лінії досліджень;
- Теорія інституційного миру, яка намагається продемонструвати, як співпрацю можна підтримувати в умовах анархії, як довгострокові інтереси можуть переслідувати короткострокові інтереси та як учасники можуть усвідомлювати абсолютні вигоди замість пошуку відносних вигод ;
- Пов'язано з цим вплив міжнародних організацій на міжнародну політику як у їхній ролі форумів для держав, які переслідують свої інтереси, так і в їхній ролі як власних суб'єктів;
- Роль міжнародного права в пом'якшуванні чи стримуванні поведінки держав;
- Вплив ліберальних норм на міжнародну політику, особливо відносини між ліберальними державами;
- Роль різних типів союзів у міжнародній політиці (відносинах), таких як високоінституціоналізовані альянси (наприклад, НАТО), конфедерації, ліги, федерації та розвиваються суб'єкти, такі як Європейський Союз;
- Роль або потенційна роль космополітизму у виході за межі держави та впливі на міжнародні відносини.

## Історія

### Перші згадки
Лібералізм виник як з давніх наукових, так і з філософських коренів. Оскільки основним принципом цієї теорії є міжнародна співпраця та мир, ранні впливи можна побачити в деяких більших релігійних практиках, які мають ту саму мету. Пізніше, у 17-му та 18-му століттях, політичний лібералізм почав набувати форми, яка кинула виклик дворянству та успадкувала нерівність. Невдовзі після цього виникло Просвітництво, де ліберальні ідеали почали розвиватися з роботами таких філософів, як Вольтер, Локк, Сміт і німецький мислитель Іммануїл Кант. Певною мірою ліберальні вчені зазнали колосального впливу Тридцятилітньої війни та того ж таки Просвітництва. Тривалість і катастрофічні наслідки Тридцятилітньої війни викликали загальну зневагу до війни в більшій частині Європи. Такі мислителі, як Локк і Кант, писали про те, що бачили в світі навколо них. Вони вважали, що війна принципово не має змісту і що людина з народження має певні принципи, і тому кінець Тридцятилітньої війни підтвердив ці їхні ідеї.
Джон Локк у своїй роботі «Двох трактатах про уряд» обговорює багато ідей, які зараз приписують лібералізму. У своєму другому трактаті Локк коментує суспільство та підкреслює важливість природних прав і законів. Локк вважає, що люди народжуються чистими дошками без будь-яких наперед визначених ідей чи уявлень. Цей стан відомий як природний стан, тому що він показує людей у їх найбільш варварській формі. Коли люди ростуть, їх досвід починає формувати їхні думки та дії. Вони невимушено перебувають у природному стані, поки не вирішать боротися з ним, поки щось не змінить їхню варварську природу. Локк каже, що цивільний уряд може виправити цю анархію. Що стосується Закону Природи, люди, швидше за все, будуть діяти раціонально, коли є уряд, тому що існують закони та наслідки, яких потрібно дотримуватися. Локк стверджує, що громадянський уряд може допомогти людям отримати основні права людини на здоров'я, свободу та власність. Уряди, які дійсно надають ці права та забезпечують дотримання законів, приносять користь світу. Багато з цих ідей вплинули на таких лідерів, як батьки-засновники під час Американської революції та французькі революціонери під час Французької революції.
У праці Канта «До вічного миру» філософ заклав шлях, сформувавши керівні принципи для створення програми миру, яка буде застосовуватися націями. Ця програма вимагала б співпраці між державами, а також взаємного прагнення до безпечної свободи та спільних благ. Однією з таких ідей була теорія демократичного миру. У своїй книзі «До вічного миру» Кант висунув ідею про те, що демократії не ведуть війни через те, що лідери надто стурбовані переобранням. Оскільки війна від природи була непопулярною, Кант вважав, що лідери не будуть обтяжувати виборців її витратами. Побачивши успіх у переплетенні держав через економічну коаліцію, ліберальні прихильники почали вірити, що війна не завжди була неминучою частиною міжнародних відносин. Звідси й продовжувала зростати підтримка ліберальної політичної теорії.

### Неолібералізм
Кантівська теорія демократичного миру з того часу була переглянута неолібералами, такими як наприклад Роберт Кеохейн і Джозеф Най. Ці теоретики побачили, що країни з демократичними режимами насправді можуть вести війни. Проте демократії зазвичай не ведуть війни з іншими демократіями через капіталістичні зв'язки. Демократичні країни є економічно залежними між собою, і тому більш схильні вирішувати проблеми саме дипломатичним шляхом. Крім того, громадяни демократичних країн менш схильні вважати громадян інших демократичних країн ворогами через спільну мораль. Оригінальні ідеї Канта вплинули на ліберальних учених і мали великий вплив на ліберальну думку в цілому.